# Junta de Gobierno de la provincia de San Salvador

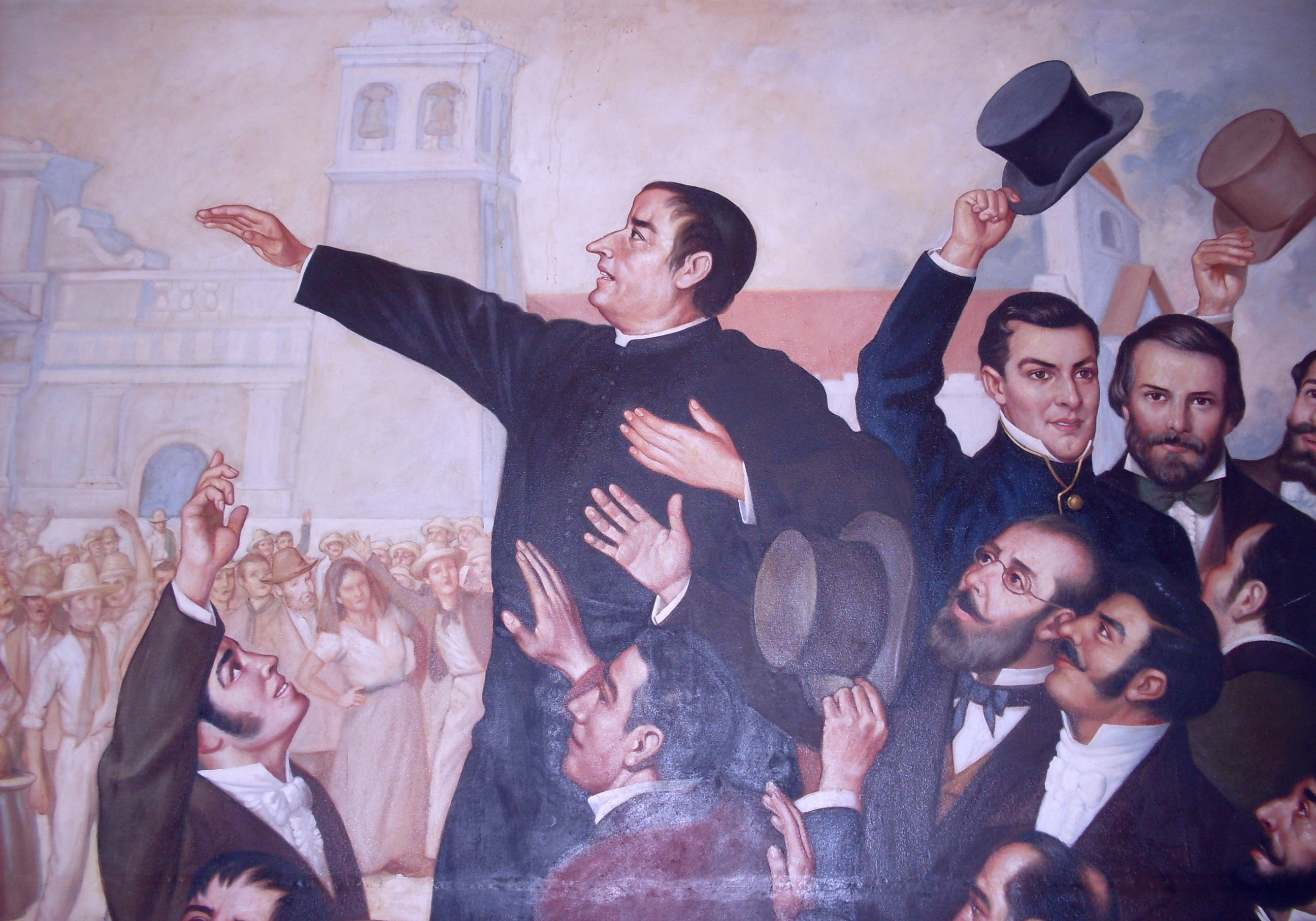
Algunos de los miembros de la Junta (como José Matías Delgado, Manuel José Arce y Juan Manuel Rodríguez) aparecen en el cuadro de Luis Vergara Ahumada.

La Junta de Gobierno de la Provincia de San Salvador fue el ente colegiado que se hizo cargo del gobierno de la provincia de San Salvador (del 11 de enero al 10 de noviembre de 1822) luego que el jefe político superior y capitán general de Guatemala Gabino Gaínza declarase la anexión al primer Imperio Mexicano, ante lo cual la diputación provincial de San Salvador optó por declarar la independencia de la provincia y erigirse como junta gubernativa.

## Historia
El 27 de octubre de 1821 el presbítero José Matías Delgado llega a San Salvador como intendente jefe político de la provincia (en sustitución de Pedro Barriere); y el 10 de noviembre se procedió a elegir a los miembros de la diputación provincial.
El 5 de enero de 1822, el jefe político superior de Guatemala Gabino Gaínza declaró la anexión al Imperio Mexicano. Pero la diputación provincial de San Salvador decidió no aceptar la anexión; y el 11 de enero de ese año, declaró la independencia de la provincia del territorio, y se erigió en junta gubernativa; declarándose de esa forma en rebeldía y preparándose para hacerle frente a las invasiones de ejércitos guatemaltecos y mexicanos al territorio.
La independencia de la provincia provocó una coyuntura separatista en los ayuntamientos constitucionales de la provincia (ya que la junta provisional consultiva había declarado la anexión a México a través de la votación en los diversos ayuntamientos). Ante esto, la junta gubernativa utilizó varios medios, como el envío de emisarios para persuadir a las poblaciones, la presión militar, la fiscalización de los fondos municipales o la destitución de autoridades; así como la supresión del tributo a los indígenas.
Los ayuntamientos de Santa Ana y San Miguel no reconocieron la autoridad de la junta; por lo que el gobierno guatemalteco dispuso separar el partido o distrito de Santa Ana y unirlo al partido y alcaldía mayor de Sonsonate, y envió al sargento mayor Nicolás Abos Padilla para defender esa población. La junta de gobierno entonces le escribió a Padilla, para que no interviniese en las decisiones de Santa Ana; así como protestó ante el gobierno guatemalteco por esa decisión; y más tarde, el 5 de febrero, le escribió al jefe político y alcalde mayor de Sonsonate José Fermín Aycinena para explicarles la razones que habían motivado las decisiones de la junta.
El 13 de enero la junta nombró a uno de sus miembros, el teniente coronel Manuel José Arce, como comandante de las milicias de la provincia; quien se encargaría de expulsar a Padilla de Santa Ana, y de hacerle frente a los ataques provenientes de Guatemala dirigidos por el coronel Manuel Arzú, y luego por el jefe político superior y capitán general de Guatemala Vicente Filísola.
El 30 de marzo la junta decide crear una nueva diócesis y  designar a su presidente, el presbítero Delgado, como el primer obispo de ella. Debido, a que como dirigente del gobierno de la provincia, se consideraba heredera del patronato regio que anteriormente tenía el monarca español.
En julio, deseando la junta entablar negociaciones con el nuevo capitán general Vicente Filísola, envió sus felicitaciones a Agustín de Iturbide (por su ascenso al trono imperial) y nombró como comisionados ante Filísola a Antonio José Cañas y Juan Francisco de Sosa; dichas negociaciones lograrían que el 10 de septiembre se celebrase un armisticio, que permitió a Juan de Dios Mayorga pasar como diputado de la provincia a México para negociar directamente con el emperador Iturbide.
Debido a que la provincia de San Salvador defendía la idea de una federación (lo que iba en contra al de imperio absoluto que quería establecer Agustín de Iturbide), y que el armisticio contemplaba que la junta debía reconocer la autoridad directa de Guatemala sobre el occidente y Oriente del territorio; se reiniciaron las hostilidades el 26 de octubre de 1822.
El 2 de octubre la junta convocó a elecciones de diputados para el congreso de la provincia; que se instalaría el 10 de noviembre, cuando a su vez la junta se disolvería.

## Miembros
Los miembros de la diputación provincial y luego de la junta eran:
| Miembro                          | Posición                           | Nota |
| -------------------------------- | ---------------------------------- | --- |
| José Matías Delgado              | Presidente de la Junta de Gobierno | Jefe político, intendente y gobernador la provincia; originalmente miembro de la junta provincial consultiva de Guatemala, luego miembro y presidente de la anterior diputación provincial, y presidente de la junta de gobierno |
| Manuel José Arce y Fagoaga       | Vocal propietario                  | A quien los demás miembros de la junta nombraron comandante de las armas y quién organizó la legión de la libertad, antecesora de la fuerza armada, para defender a la provincia                                                 |
| Manuel Antonio de Molina y Cañas | Vocal propietario                  | Antes había sido miembro, al igual que Delgado, de la junta provisional consultiva de Guatemalan; y como tal le tocaría asumir como miembro de la diputación provincial de San Salvador, pero se quedaría en Guatemala           |
| Juan Manuel Rodríguez            | Vocal propietario                  | Vocal propietario de la diputación provincial y luego de la junta |
| Antonio José Cañas               | Vocal propietario                  | Vocal propietario de la diputación provincial y luego de la junta |
| Sixto Pineda                     | Vocal propietario                  | Vocal propietario de la diputación provincial y luego de la junta |
| Basilio Zeceña                   | Vocal propietario                  | Vocal propietario de la diputación provincial y luego de la junta |
| Juan Fornos                      | Vocal propietario                  | Vocal propietario de la diputación provincial y luego de la junta |
| Leandro Fagoaga                  | Vocal suplente                     | Vocal suplente de la diputación y luego de la junta |
| Miguel José de Castro y Lara     | Vocal suplente                     | Vocal suplente de la diputación y luego de la junta |
| José Antonio Escolán             | Vocal suplente                     | Vocal suplente de la diputación y luego de la junta |
| Domingo Antonio de Lara          | Vocal suplente                     | Sustituyó a Pineda; también era alcalde segundo de San Salvador |
| Pedro José Cuéllar               | Vocal suplente                     | Sustityó a Forno |
| Mariano Fagoaga                  | Secretario                         | Secretario de la diputación provincial y luego secretario de la junta de gobierno; sustituyó a Zeceña |
| Ramón Meléndez                   | Secretario                         | |